# Pallasscharbe
Die Pallascharbe oder Brillenkormoran (Urile perspicillatus, Syn.: Phalacrocorax perspicillatus) ist eine ausgestorbene Vogelart und der größte Vertreter aus der Familie der Kormorane (Phalacrocoracidae).

## Entdeckung
Erstmals entdeckt wurde der Vogel von dem deutschen Arzt und Naturwissenschaftler Georg Wilhelm Steller 1741 während der Zweiten Kamtschatkaexpedition mit dem dänischen Forscher Vitus Bering auf der Beringinsel, der größten Insel der Kommandeurinseln im Nordwestpazifik. Mit ihrem Schiff St. Peter strandeten sie auf der Insel am 5. November 1741.

## Verbreitung und Merkmale
Über die Pallasscharbe gibt es nur wenige Informationen. Ihr Verbreitungsgebiet war sehr eingeschränkt. Pallasscharben waren auf der Beringinsel, wahrscheinlich an der Küste der Halbinsel Kamtschatka und auf einigen angrenzenden Inseln endemisch. Vor 120.000 Jahren reichte das Verbreitungsgebiet noch bis nach Japan. Nach Steller war der Vogel 1741 noch häufig anzutreffen. Die Pallasscharbe ernährte sich wie die meisten Kormorane vorwiegend von Fischen. Ihre Gefiederfarbe war überwiegend schwarz. Er war ein sich sehr langsam bewegender und unbeholfener Vogel. Nach Steller war die Flugfähigkeit eingeschränkt. 

## Aussterben
Durch ihre Zutraulichkeit gegenüber den Menschen konnten die Scharben leicht eingefangen und getötet werden. Vitus Bering und viele seiner Männer starben während des langen Winters auf der Beringinsel. Um nicht zu verhungern, jagten die überlebenden Seeleute und Steller die Vögel. Nach Steller wog die Pallasscharbe um die drei bis vier Kilogramm und machte drei Männer satt. Die überlebenden Vögel wurden später eine leichte Beute für Walfänger, Pelzhändler und für die Bewohner der Aleuten, die durch die Russisch-Amerikanische Kompanie auf die Insel gebracht wurden. Vermutlich starb der Brillenkormoran Mitte des 19. Jahrhunderts aus. Leonhard Hess Stejneger besuchte 1882 den kleinen Verbreitungsbereich. Nach den Erzählungen der Einheimischen wurde die Pallasscharbe schon seit dreißig Jahren nicht mehr gesichtet. Die letzte Zufluchtsstätte war eine kleine Insel, die Aij Kamen genannt wurde. Damit ist der Vogel etwa 100 Jahre nach seiner ersten Entdeckung ausgestorben. 
Von der Pallasscharbe sind nur noch zwei Skelette, die Aufzeichnungen von Steller und sieben Bälge erhalten. Einer befindet sich in Leiden (Niederlande), zwei in Tring (England), eines in Dresden (Deutschland), ein weiteres in Helsinki (Finnland) und zwei in Sankt Petersburg (Russland).

## Belege
1. ↑  Junya Watanabe, Hiroshige Matsuoka, Yoshikazu Hasegawa. Pleistocene fossils from Japan show that the recently extinct Spectacled Cormorant (Phalacrocorax perspicillatus) was a relict. The Auk, 2018; 135 (4): 895 DOI: 10.1642/AUK-18-54.1